# En las buenas... y en las malas
En las buenas... y en las malas es el título del 26°. álbum de estudio grabado y realizado por el artista mexicano José José. Fue lanzado al mercado bajo el sello discográfico BMG U.S. Latin el 12 de junio de 1990.
El álbum En las buenas... y en las malas fue producido de nueva cuenta por Oscar López y co-producido por Daniel Freiberg. Este disco rompe récord de ventas nuevamente, logrando ubicar el tema principal, Amnesia, en el primer lugar del ranking de la revista Billboard por varias semanas. Sus ventas se estiman en más de 3 millones de discos vendidos a nivel mundial. En este álbum, José José debuta en el género musical Salsa con la canción Escuchando Ofertas. 
En este álbum reúne por segunda ocasión el talento de compositores argentinos (Rubén Amado, Valeria Lynch, Chico Novarro, Dino Ramos, Rocky Nielsen y Adrián Possé), cubanos (José Manuel "Tittí" Soto, Las Hermanas Diego y Jorge Luis Piloto) y mexicanos (Gil Rivera y Lolita de la Colina).

## Lista de canciones[1]
| En las buenas... y en las malas |                                     |                                   |                               |          |  |
| N.º                             | Título                              | Escritor(es)                      | Productor (es)                | Duración |  |
| 1.                              | «Amnesia»                           | Dino Ramos · Chico Novarro        | Óscar López · Daniel Freiberg | 3:45     |  |
| 2.                              | «Unos quitan y otras dan»           | Rocky Nielsen · Adrián Possé      | Óscar López · Daniel Freiberg | 3:06     |  |
| 3.                              | «Pequeñas grandes cosas»            | Chico Novarro                     | Óscar López · Daniel Freiberg | 3:58     |  |
| 4.                              | «Un hotel en vez de corazón»        | Gil Rivera                        | Óscar López · Daniel Freiberg | 3:08     |  |
| 5.                              | «Atrapado»                          | Rubén Amado                       | Óscar López · Daniel Freiberg | 4:08     |  |
| 6.                              | «Hay un mañana» (con Valeria Lynch) | Marcelo Alejandro · Valeria Lynch | Óscar López · Daniel Freiberg | 4:00     |  |
| 7.                              | «Ni me lo digas»                    | Las Hermanas Diego                | Óscar López · Daniel Freiberg | 4:14     |  |
| 8.                              | «Escuchando ofertas»                | Chico Novarro                     | Óscar López · Daniel Freiberg | 3:50     |  |
| 9.                              | «Esa mujer»                         | Jorge Luis Piloto                 | Óscar López · Daniel Freiberg | 4:13     |  |
| 10.                             | «Caso común y corriente»            | Lolita de la Colina               | Óscar López · Daniel Freiberg | 4:10     |  |
| 11.                             | «Uno mismo»                         | José Manuel "Tittí" Soto          | Óscar López · Daniel Freiberg | 4:44     |  |
| 43:16                           |                                     |                                   |                               |          |  |

## Créditos y personal[1]
| Producción - José José - Voz - Daniel Freiberg - Dirección musical y Arreglos. - Valeria Lynch - Artista invitada en "Hay un mañana". - Oscar López - Dirección y Realización. - Gleen Marchesse - Ingeniería de mezcla (en Record Plant). - Dave Dachinger, Glenn Marchesse, Daniel Freiberg - Ingeniería de grabación - César Vera - Fotografía - Grabación adicional en Estudios Cristal (México, D.F.) por Franco Giordani. | Músicos - Daniel Freiberg - Teclados y percusión electrónica. - Ira Siegel, George Wadenius, Steve Bill - Guitarras - Wayne Pedzwater, Frank Centeno - Bajo - Graham Hawthorne, Terry Silverlight - Batería - Norbert Goldberg - Percusión - Marvin Stamm, Bob Milikan, Ricky Savage - The Riverdale Horns - Jim Pugh - Trompetas - Mark Fineberg - Trombón - Saxos - Andy Drelles - Flauta y Oboe. - Harold Kohon, Gene Orloff, Arnold Edius, David Nadien, Gerald Tarack, Harry Lookovsky, Matheu Raimondi, Isadora Kohon, Max Ellen, Peter Dimitriades, Charles McCracken, Ted Doyle, Ray Kunicki, Jeanne Leblanc - Orquesta de cuerdas - Damaris Carbaugh, Doris Eugenio - Coros. |

© MCMXC. BERTLESMANN DE MÉXICO, S.A. DE C.V.

## Posicionamiento en las listas
| Lista (1990)                    | Máxima posición |
| ------------------------------- | --------------- |
| U.S. Billboard Latin Pop Albums | 9               |